# Iquitos Times
Iquitos Times es un periódico mensual peruano fundado y continuamente publicado en Iquitos. Iquitos Times es leído principalmente por un enclave extranjero residente en la ciudad. El periódico es difundido gratuitamente en varios hoteles y restaurantes de la ciudad. En su sitio web, aclara que contiene información «para viajeros».
Iquitos Times publica información ampliada tanto sobre Iquitos como la Amazonia peruana. El periódico pertenece a Michael "Mike" Collis, quien también fundó la idea del actual Amazon Golf Course.

## Enlaces
- Iquitos Times.

- Datos: Q6144669